# 타임머신 따윈 필요 없어
〈타임머신 따윈 필요 없어〉(일본어: タイムマシンなんていらない 타이무마신 난테 이라나이[*])는 일본의 아이돌 마에다 아쓰코의 세 번째 싱글이다. 2013년 9월 18일에 You, Be Cool!를 통해 발매됐다.

## 개요
캐치프레이즈는 〈특출 큐트! 특출 팝!〉
전작 싱글 〈기미와보쿠다〉에서 약 1년 3개월 만의 릴리스가 된다. 또한 AKB48졸업 후로서는 첫 솔로 싱글이 된다.
통상반은 Type-A,B,C,D등 총4 종이 출시된다.
또한 이번 작품은 전작의 2 작품과 달리 〈Act〉표식이 아니라 〈Type표식이다.〉
SKE48의 졸업생인 마츠이 쥬리나와 NMB48의 졸업생인 시부야 나기사가 공연중에 솔로로 부른 곡이다.

## 수록곡

### Type-A
CD
1. タイムマシンなんていらない / 타임머신 따윈 필요 없어
(작사: 아키모토 야스시 / 작곡·편곡: you-me)
  - 후지 TV 토드라 《야마다 군과 7인의 마녀》주제가
2. 壊れたシグナル / 망가진 시그널
(작사: 아키모토 야스시 / 작곡: 오쿠다 모토이 / 편곡: 와타나베 카즈오리)
3. 風のアコーディオン / 바람의 아코디언
(작사: 아키모토 야스시 / 작곡: 카와노 미치오 / 편곡: 사사키 유타카)
4. タイムマシンなんていらない (off vocal ver.)
5. 壊れたシグナル (off vocal ver.)
6. 風のアコーディオン (off vocal ver.)

DVD
1. タイムマシンなんていらない Music Video
2. Making of Maeda in NY

### Type-B
CD
1. タイムマシンなんていらない / 타임머신 따윈 필요 없어
(작사: 아키모토 야스시 / 작곡·편곡: you-me)
2. 壊れたシグナル / 망가진 시그널
(작사: 아키모토 야스시 / 작곡: 오쿠다 모토이 / 편곡: 와타나베 카즈오리)
3. やさしい気持ち / 샹낭한 마음
(작사: 아키모토 야스시 / 작곡: YUMA / 편곡: 시마자키 타카미츠)
4. タイムマシンなんていらない (off vocal ver.)
5. 壊れたシグナル (off vocal ver.)
6. やさしい気持ち (off vocal ver.)

DVD
1. タイムマシンなんていらない Music Video
2. Making of Atsuko in SAPPORO（2013.07.31）

### Type-C
CD
1. タイムマシンなんていらない / 타임머신 따윈 필요 없어
(작사: 아키모토 야스시 / 작곡·편곡: you-me)
2. 壊れたシグナル / 망가진 시그널
(작사: 아키모토 야스시 / 작곡: 오쿠다 모토이 / 편곡: 와타나베 카즈오리)
3. I'm Free
(작사: 아키모토 야스시 / 작곡·편곡: 스가이 타츠시)
4. タイムマシンなんていらない (off vocal ver.)
5. 壊れたシグナル (off vocal ver.)
6. I'm Free (off vocal ver.)

DVD
1. タイムマシンなんていらない Music Video
2. 마에다 아츠코 도쿄만을 낚다!

### Type-D
CD
1. タイムマシンなんていらない / 타임머신 따윈 필요 없어
(작사: 아키모토 야스시 / 작곡·편곡: you-me)
2. 壊れたシグナル / 망가진 시그널
(작사: 아키모토 야스시 / 작곡: 오쿠다 모토이 / 편곡: 와타나베 카즈오리)
3. 冷たい炎 / 차가운 불꽃
(작사: 아키모토 야스시 / 작곡·편곡: 야마다 다카히로)
4. タイムマシンなんていらない (off vocal ver.)
5. 壊れたシグナル (off vocal ver.)
6. 冷たい炎 (off vocal ver.)